# Pchanmundžom

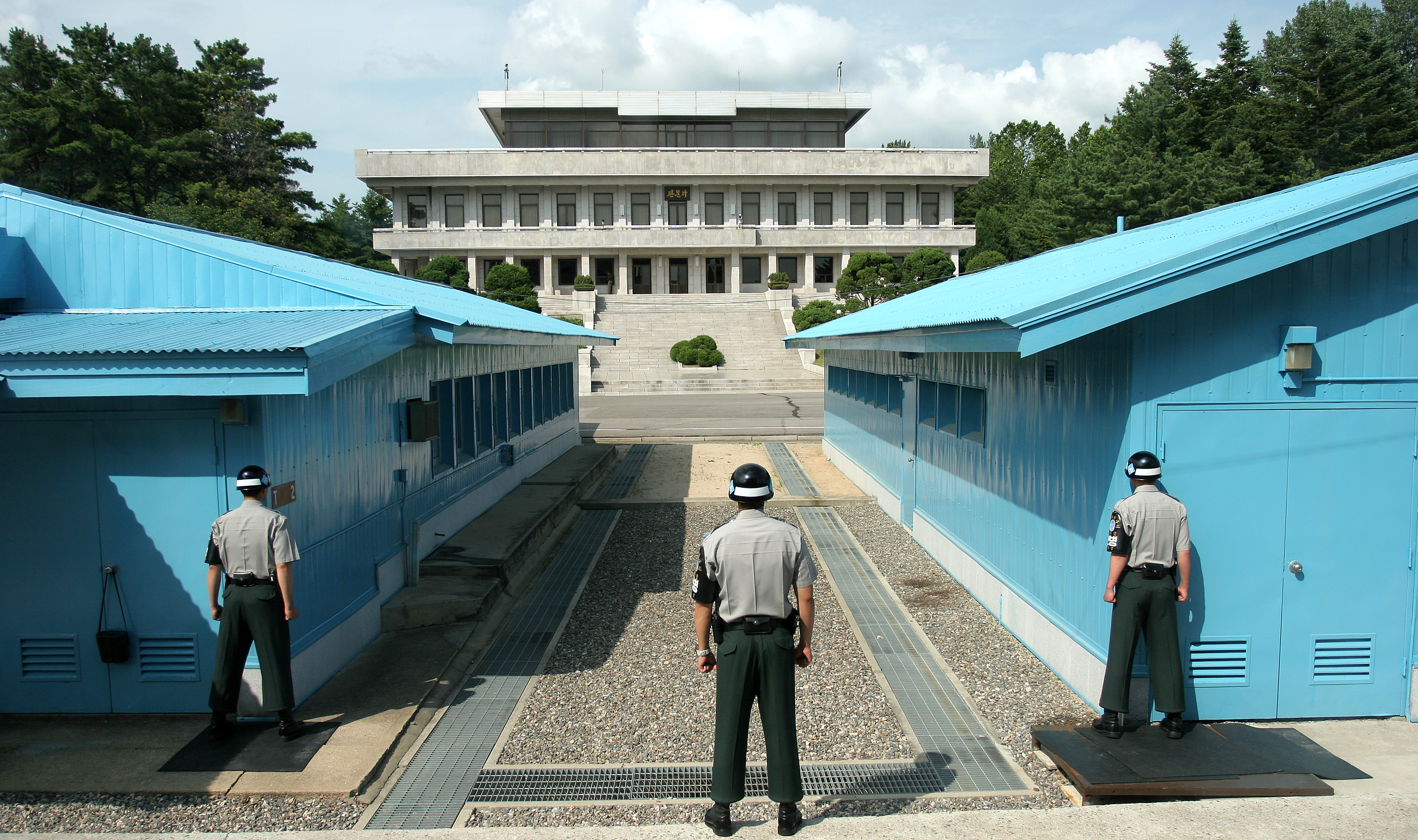
Pohled z Jižní Korey do Severní, v popředí jihokorejští vojáci

Plánek Společné bezpečnostní oblasti. Severní Korea nahoře a vlevo (spravuje černě vyplněné budovy), Jižní Korea vpravo dole (spravuje bíle vyplněné budovy)

Pchanmundžom (korejsky 판문점 – Pchanmundžŏm) je původně korejská vesnice ležící na moderní hranici mezi Jižní Koreou a Severní Koreou. Od roku 1953 se vesnice nachází v Korejském demilitarizovaném pásmu. Část jejího území tvoří takzvanou Společnou bezpečnostní oblast (korejsky 공동경비구역 – Kongdong kjŏngbi kujŏk) a představuje jediné místo, kde se vojáci obou Korejí potkávají tváří v tvář.

## Historie
Původní vesnice zahrnovala polnosti a svým rozsahem Společnou bezpečnostní oblast výrazně přesahovala, její jádro ovšem leželo necelý kilometr severně od Společné bezpečnostní oblasti. Na místě zničeného vesnického centra ležícího na území Severní Korey je od roku 1953 jedinou budovou Severokorejské muzeum míru.